# Friedrich Christian Gottlieb Perlet
Friedrich Christian Gottlieb Perlet (* 8. August 1767 in Werningshausen; † 18. November 1828 in Eisenach) war ein deutscher Pädagoge und Philologe.

## Leben
Friedrich Christian Gottlieb Perlet war der Sohn des Amtskommissars Johann Georg Perlet.
Er besuchte das Gymnasium in Gotha (heute: Ernestinum Gotha) und begann danach ein Studium der Theologie und Philologie an der Universität Jena.
1790 erhielt er die Stelle des Konrektors am Lyzeum in Ohrdruf (heute: Gymnasium Gleichense) und wurde 1806 als Subkonrektor an das Gymnasium nach Eisenach (heute: Martin-Luther-Gymnasium Eisenach) berufen.
Als es am 1. September 1810 zu einer Explosion in Eisenach kam, bei der mehrere Pulverwagen mit drei bis vier Tonnen Sprengstoff und Granaten explodierten, verlor er seinen gesamten Hausrat und seine Bücher, darunter eine dreibändige Exzerptensammlung, die er seit zwanzig Jahren betrieb, konnte sich selbst aber noch in Sicherheit bringen. Zu diesem Ereignis verfasste er auch einen Aufsatz.
1823 erfolgte seine Ernennung zum Schulrat.
Zur Gründung einer Lehrstelle für Mathematik und Physik setzte er ein Legat von 1000 Talern auf.

### Schriftstellerisches Wirken
Seine Arbeiten und Schriften waren überwiegend philologischer Art und beschäftigten sich unter anderem mit dem römischen Dichter Terenz. Dazu verfasste er Aufsätze im Morgenblatt für gebildete Stände sowie Kritische Bibliothek für das Schul- und Unterrichtswesen von Gottfried Seebode und im Archiv für Philologie und Pädagogik.

## Schriften (Auswahl)
- Pindarus; Ernst Carl Christian Bach; Johann Friedrich Christian Krügelstein; Friedrich Christian Gottlieb Perlet: Pindari Pythiorum Carmen Primum In Hieronem Aetnaeum illustrare tentavit Erfurt 1804.
- Ausführlicher Commentar über die Andria, nebst Text und Einleitung in den ganzen Terenz. Ronneburg und Leipzig 1805.
- De genio orientis in scholis humanissime salutando commentatio. Eisenach 1807.
- Christian Victor Kindervater Posthuma, seu Orationes inaugurales aliquot scholasticae una cum vita atque indice scriptorum ipsius. Adiecit orationem suam. 1807.
- Eisenach in den schrecklichsten Augenblicken. Aufsatz im Morgenblatt für gebildete Stände vom 14. November 1810, S. 1089 f.
- De Cicerone, an et quatenus sophista possit putari, Commentatio. 1811.
- Ueber deutschen Beugungsmangel und dessen Abhülfe. 1815.
- Etwas über Wurzelforschung bei deutschen Wörtern. Eisenach 1816.
- Terentii Comoediae ad codd. mss. et optimas editiones recognovit, varietate lectionis, commentario perpetuo et indice instruxit. 1821.
- Das Mädchen von Andros, Schauspiel in 5 Akten, aus dem Lateinischen übersetzt, mit Vorrede und kurzen Anmerkungen. 1825.
- Des Gratius Faliscus Cynegeticon oder Jagdgesang. 1826.
- Animadversiones in P. Terentii Afri Comoedias. Editionis Terentii anno 1820 evulgatae Supplementum. 1827.